# 岩田琉聖
岩田 琉聖（いわた りゅうせい、2010年9月7日 - ）は、日本の子役である。所属はキャロット。

## 出演

### テレビドラマ
- カインとアベル 第1話・第3話（2016年10月17日・10月31日、フジテレビ）‐ 高田 優（幼少期） 役
- バイプレイヤーズ 第4話（2017年2月4日、テレビ東京）
- しろときいろ（2017年、Amazonプライム）- 光山涼介（幼少期） 役
- 未解決の女 警視庁文書捜査官 第4話（2018年5月10日、テレビ朝日） - 藤田陸人（15年前） 役
- 僕らは奇跡でできている（2018年10月9日 - 12月11日、フジテレビ） - 相河一輝（幼少期） 役
- 東野圭吾 手紙（2018年12月19日、テレビ東京）- 武島直貴（幼少期） 役
- イノセンス 冤罪弁護士 第1話（2019年1月19日、日本テレビ） - 阿蘇幸雄 役
- 麒麟がくる（2020年、NHK） ‐ 松平竹千代 役[2]
- レンアイ漫画家（2021年4月8日 - 6月17日、フジテレビ） - 刈部レン 役[3]
- 世にも奇妙な物語 2022年 夏の特別編 「何だかんだ銀座」（2022年6月18日、フジテレビ） - 羽鳥祐介（10歳） 役[4]
- どうする家康（2023年、NHK） ‐ 於義伊 役[5]

### 映画
- ジョジョの奇妙な冒険 ダイヤモンドは砕けない 第一章（2017年） - 虹村億泰（幼少期） 役
- 泥棒役者（2017年） - 大貫はじめ（幼少期） 役
- 聖闘士星矢 The Beginning（2023年） - 少年期の星矢 役

### CM
- Google Android「撮って、探して、新しいカワイイを」(2016年)
- ジョンソン「スクラビングバブル～トイレスタンプクリーナー」(2017年)
- Amazonプライム「母の日にサプライズを」(2018年)
- イオン「かるすぽ ランドセル」(2019年)

### 配信ドラマ
- 仮面ライダーBLACK SUN（2022年10月28日、Amazon Prime Video） - 南光太郎（幼少期） 役

### スチール
- 三菱電機「iNSTICK」